# Новогоровка
Новогоровка (укр. Новогорівка) — село,
Таврийский сельский совет,
Токмакский район,
Запорожская область,
Украина.
Код КОАТУУ — 2325284404. Население по переписи 2001 года составляло 1295 человек.

## Географическое положение
Село Новогоровка находится у истоков реки Карачекрак,
в 2-х км от села Таврия.
Рядом проходит автомобильная дорога Р-37.

## История
- 1810 год — дата основания как село Гейдельберг[2].
- В 1945 году переименовано в село Новогоровка[3].

## Экономика
- «Дистен», аграрная компания, ООО.

## Объекты социальной сферы
- Школа.
- Дом культуры.